# Паллас Паул Тімотхеосович
Паул Тімотхеосович Паллас (5 грудня 1913, Велико-Моонська волость Езельського повіту Ліфляндської губернії, тепер волость Муху повіту Сааремаа, Естонія — ?) — радянський естонський діяч, рибак і голова риболовного колгоспу «Пихьяраннік» Сааремаського повіту. Депутат Верховної Ради СРСР 3—4-го скликань.

## Життєпис
Народився на острові Моон (Муху) в родині бідняка. Закінчив Муху-Лііваську шестикласну початкову школу. Після закінчення школи два роки працював у господарстві батьків на хуторі. У 1920—1922 роках — учень дворічної Кильяласької сільськогосподарської школи.
З 1922 року працював завідувачем Тамзеського вершкового пункту молочного товариства острова Муху, був найманим робітником. З 1934 року займався риболовлею, одночасно працював на будівництві.
У 1940—1941 роках — рибак державного риболовного тресту на острові Муху. Під час німецько-радянської війни займався приватною риболовлею.
У 1944—1949 роках — рибак і член правління Мухуського риболовного товариства Сааремаського повіту.
З квітня 1949 року — рибак і член правління риболовного колгоспу «Пихьяраннік» волості Муху Сааремаського повіту.
З квітня 1952 року — голова риболовного колгоспу «Пихьяраннік» Кінгісепського району Естонської РСР.
Подальша доля невідома.